# SQLObject
O SQLObject é uma biblioteca para mapeamento objeto relacional para a linguagem Python, que mapeia bancos de dados SQL e objetos Python. Atualmente possui popularidade na comunidade e faz parte de muitas aplicações (por exemplo, o TurboGears). É muito semelhante ao ActiveRecord do Ruby on Rails na operação, uma vez que ele usa as definições de classe para formar esquemas de tabela e utiliza a reflexão e dinamismo da linguagem para ser útil.
Atualmente, o SQLObject suporta os seguintes backends de bancos de dados: incluido na distribuição estão o MySQL, PostgreSQL, SQLite, Sybase SQL Server, MaxDB, Microsoft SQL Server e Firebird.
Sua primeira versão foi publicamente lançada em outubro de 2002.
O projeto é software livre e liberado sob a Licença Pública Geral GNU.